# Elezioni comunali nel Lazio del 1998
Le elezioni comunali nel Lazio del 1998 si tennero il 24 maggio (con ballottaggio il 7 maggio) e il 29 novembre (con ballottaggio il 13 dicembre). 

## Elezioni del maggio 1998

### Roma

#### Albano Laziale
| Candidati e Liste                    | Voti   | %      | Seggi |
| ------------------------------------ | ------ | ------ | ----- |
| Maurizio Chiovelli                   | 9.147  | 44,19  | -     |
| Democratici di Sinistra              | 3.377  | 16,86  | 7     |
| Progresso Rinnovamento               | 1.886  | 9,42   | 4     |
| Impegno Comune                       | 1.703  | 8,50   | 3     |
| Partito della Rifondazione Comunista | 1.300  | 6,49   | 3     |
| Rinnovamento Italiano                | 547    | 2,73   | 1     |
| Federazione dei Verdi                | 194    | 0,97   | -     |
| Antonino Maggi                       | 9.025  | 43,60  | 1     |
| Forza Italia                         | 2.008  | 10,03  | 3     |
| Democratici Italiani                 | 1.932  | 9,65   | 3     |
| Socialisti Democratici Italiani      | 1.902  | 9,50   | 2     |
| Partito Popolare Italiano            | 1.405  | 7,02   | 2     |
| Partito Repubblicano Italiano        | 1.236  | 6,17   | 1     |
| Uniti per Albano                     | 458    | 2,29   | -     |
| Umberto Becchelli                    | 797    | 3,85   | -     |
| Destra                               | 368    | 1,84   | -     |
| Romualdo Trombini                    | 732    | 3,54   | -     |
| Alleanza Nazionale                   | 676    | 3,38   | -     |
| Giorgio Sirilli                      | 592    | 2,86   | -     |
| Insieme per Albano                   | 458    | 2,29   | -     |
| Piero Barchiesi                      | 405    | 1,96   | -     |
| Lista Civica                         | 370    | 1,85   | -     |
| Totale alle liste                    | 20.024 | 100,00 | 29    |
| TOTALE                               | 20.698 | 100,00 | 30    |

#### Ciampino
| Candidati e Liste                                          | Voti   | %      | Seggi |
| ---------------------------------------------------------- | ------ | ------ | ----- |
| Antonio Rugghia                                            | 16.620 | 72,30  | -     |
| Democratici di Sinistra                                    | 6.769  | 30,91  | 10    |
| Rugghia per Ciampino                                       | 2.992  | 13,66  | 4     |
| Rinnovamento Italiano                                      | 2.032  | 9,28   | 3     |
| Partito Popolare Italiano                                  | 1.584  | 7,23   | 2     |
| Federazione dei Verdi                                      | 1.239  | 5,66   | 2     |
| Partito della Rifondazione Comunista                       | 686    | 3,13   | 1     |
| Verdi Città dei Diritti                                    | 662    | 3,02   | 1     |
| Eduardo Auricchio                                          | 5.167  | 22,48  | 1     |
| Forza Italia                                               | 2.146  | 9,80   | 3     |
| Alleanza Nazionale                                         | 2.003  | 9,15   | 2     |
| Centro Cristiano Democratico                               | 565    | 2,58   | -     |
| Sebastiano Montali                                         | 853    | 3,71   | 1     |
| Patto Segni-Partito Socialista-Cristiani Democratici Uniti | 436    | 1,99   | -     |
| Lista Civica                                               | 270    | 1,23   | -     |
| Lista Civica                                               | 163    | 0,74   | -     |
| Ermanno Notari                                             | 183    | 0,80   | -     |
| Unione Sociale Ciampino                                    | 178    | 0,81   | -     |
| Gianluigi Pascoletti                                       | 166    | 0,72   | -     |
| Movimento Sociale Fiamma Tricolore                         | 174    | 0,79   | -     |
| Totale alle liste                                          | 21.899 | 100,00 | 28    |
| TOTALE                                                     | 22.989 | 100,00 | 30    |

### Frosinone

#### Frosinone
| Candidati e Liste                                                                                              | Voti   | %      | Seggi |
| --- | ------ | ------ | ----- |
| Domenico Marzi                                                                                                 | 12.310 | 38,33  | -     |
| Socialisti Democratici Italiani                                                                                | 3.895  | 13,10  | 8     |
| Democratici di Sinistra                                                                                        | 3.527  | 11,86  | 8     |
| Partito Popolare Italiano                                                                                      | 1.985  | 6,68   | 4     |
| Alleanza per Frosinone                                                                                         | 1.320  | 4,44   | 2     |
| Federazione dei Verdi                                                                                          | 892    | 3,00   | 2     |
| Italico Perlini                                                                                                | 10.131 | 31,55  | 1     |
| Alleanza Nazionale                                                                                             | 3.912  | 13,16  | 4     |
| Forza Italia                                                                                                   | 3.911  | 13,15  | 3     |
| Centro Cristiano Democratico                                                                                   | 1.472  | 4,95   | 1     |
| Adriano Piacentini                                                                                             | 5.947  | 18,52  | 1     |
| Cristiani Democratici Uniti-Cristiano Democratici per la Repubblica per l'Unione Democratica per la Repubblica | 2.885  | 9,70   | 3     |
| Unione per Frosinone                                                                                           | 1.011  | 3,40   | 1     |
| Patto Segni-Partito Repubblicano Italiano-Partito Liberale                                                     | 775    | 2,61   | -     |
| Lista civica                                                                                                   | 758    | 2,55   | -     |
| Nicola Ottaviani                                                                                               | 2.590  | 8,06   | 1     |
| Rinnovamento Italiano-Altri                                                                                    | 2.418  | 8,13   | 1     |
| Francesco Notarcola                                                                                            | 719    | 2,24   | -     |
| Partito della Rifondazione Comunista                                                                           | 615    | 2,07   | -     |
| Franco Villa                                                                                                   | 419    | 1,30   | -     |
| Movimento Sociale Fiamma Tricolore                                                                             | 355    | 1,19   | -     |
| Totale alle liste                                                                                              | 29.731 | 100,00 | 37    |
| TOTALE | 32.116 | 100,00 | 40    |

#### Alatri
| Candidati e Liste                                                                                              | Voti   | %      | Seggi |
| --- | ------ | ------ | ----- |
| Patrizio Cittadini                                                                                             | 11.117 | 63,31  | -     |
| Programma Alatri                                                                                               | 6.695  | 40,47  | 10    |
| Partito Popolare Italiano                                                                                      | 1.965  | 11,88  | 2     |
| Democratici di Sinistra                                                                                        | 1.608  | 9,72   | 2     |
| Pierino Malandrucco                                                                                            | 5.138  | 29,26  | 1     |
| Forza Italia                                                                                                   | 1.872  | 11,32  | 2     |
| Alleanza Nazionale                                                                                             | 1.740  | 10,52  | 2     |
| Cristiani Democratici Uniti-Cristiano Democratici per la Repubblica per l'Unione Democratica per la Repubblica | 801    | 4,84   | 1     |
| Centro | 690    | 4,17   | -     |
| Gianfranco De Santis                                                                                           | 739    | 4,21   | 1     |
| Centro Cristiano Democratico                                                                                   | 625    | 3,78   | -     |
| Silvio Tagliaferri                                                                                             | 565    | 3,22   | -     |
| Lista Civica                                                                                                   | 548    | 3,31   | -     |
| Totale alle liste                                                                                              | 16.544 | 100,00 | 19    |
| TOTALE | 17.559 | 100,00 | 20    |

#### Ceccano
| Candidati e Liste                                                                                              | Voti   | %      | Seggi |
| --- | ------ | ------ | ----- |
| Maurizio Cerroni                                                                                               | 7.884  | 51,64  | -     |
| Democratici di Sinistra                                                                                        | 3.465  | 23,75  | 5     |
| Socialisti Democratici Italiani                                                                                | 2.409  | 16,51  | 4     |
| Lista Civica                                                                                                   | 1.197  | 8,21   | 2     |
| Partito Popolare Italiano                                                                                      | 849    | 5,82   | 1     |
| Giovanni Querqui                                                                                               | 2.425  | 15,88  | 1     |
| Insieme per Ceccano                                                                                            | 893    | 6,12   | 1     |
| Partito Repubblicano Italiano-Unione Democratica                                                               | 846    | 5,80   | 1     |
| Lista Civica                                                                                                   | 408    | 2,80   | 1     |
| Stefano Gizzi                                                                                                  | 1.734  | 11,36  | 1     |
| Lista Civica                                                                                                   | 1.110  | 7,61   | 1     |
| Cristiani Democratici Uniti-Cristiano Democratici per la Repubblica per l'Unione Democratica per la Repubblica | 564    | 3,87   | -     |
| Luca Giovannone                                                                                                | 1.411  | 9,24   | 1     |
| Alleanza Nazionale                                                                                             | 543    | 3,72   | -     |
| Lista Civica                                                                                                   | 344    | 2,36   | -     |
| Centro Cristiano Democratico                                                                                   | 298    | 2,04   | -     |
| Giancarlo Savoni                                                                                               | 955    | 6,26   | 1     |
| Forza Italia                                                                                                   | 947    | 6,49   | -     |
| Camilla Lucchetti                                                                                              | 858    | 5,62   | 1     |
| Rifondazione Comunista                                                                                         | 714    | 4,89   | -     |
| Totale alle liste                                                                                              | 14.587 | 100,00 | 15    |
| TOTALE | 15.267 | 100,00 | 20    |

### Latina

#### Gaeta
| Candidati e Liste                       | Voti   | %      | Seggi |
| --------------------------------------- | ------ | ------ | ----- |
| Silvio D'Amante                         | 6.407  | 45,08  | -     |
| Democratici di Sinistra e Socialisti    | 3.658  | 27,23  | 8     |
| Golfo Unito                             | 1.102  | 8.20   | 2     |
| Federazione dei Verdi                   | 785    | 5,84   | 1     |
| Rifondazione Comunista                  | 532    | 3,96   | -     |
| Aldo Lisetti                            | 2.455  | 17,27  | 1     |
| Forza Italia                            | 2.369  | 17,63  | 2     |
| Giuseppe Matarazzo                      | 2.318  | 16,31  | 1     |
| Cristiani Democratici Uniti             | 1.093  | 8,13   | 1     |
| Alleanza Nazionale                      | 802    | 5,97   | -     |
| Alessio Valente                         | 1.638  | 11,52  | 1     |
| Partito Popolare Italiano               | 901    | 6,71   | 1     |
| Centro                                  | 808    | 6,01   | -     |
| Salvatore Pietro Cicconardi             | 995    | 7,00   | 1     |
| Onda Nuova                              | 668    | 4,97   | -     |
| Gaeta Futura                            | 204    | 1,52   | -     |
| Raffaele Romano                         | 299    | 2,10   | -     |
| Cristiano Democratici per la Repubblica | 392    | 2,92   | -     |
| Enrico Novaro                           | 102    | 0,72   | -     |
| Movimento Sociale Fiamma Tricolore      | 122    | 0,91   | -     |
| Totale alle liste                       | 13.436 | 100,00 | 16    |
| TOTALE                                  | 14.214 | 100,00 | 20    |

### Rieti

#### Rieti
| Candidati e Liste                                                   | Voti   | %      | Seggi |
| ------------------------------------------------------------------- | ------ | ------ | ----- |
| Antonio Cicchetti                                                   | 18.948 | 62,22  | -     |
| Alleanza Nazionale                                                  | 7.338  | 26,45  | 11    |
| Forza Italia                                                        | 4.324  | 15,59  | 7     |
| Centro Cristiano Democratico                                        | 2.691  | 9,70   | 4     |
| Lista civica                                                        | 1.276  | 4,60   | 2     |
| Adalberto Festuccia                                                 | 4.198  | 13,79  | 1     |
| Democratici di Sinistra                                             | 3.963  | 14,29  | 5     |
| Paolo Bigliocchi                                                    | 4.104  | 13,48  | 1     |
| Partito Popolare Italiano                                           | 2.761  | 9,95   | 3     |
| Socialisti Democratici Italiani                                     | 1.607  | 5,79   | 2     |
| Cristiani Democratici Uniti-Cristiano Democratici per la Repubblica | 824    | 2,97   | 1     |
| Angelo Dionisi                                                      | 2.033  | 6,68   | 1     |
| Partito della Rifondazione Comunista                                | 1.690  | 6,09   | 1     |
| Mauro Valeri                                                        | 821    | 2,70   | 1     |
| Partito Repubblicano Italiano                                       | 920    | 3,32   | -     |
| Claudio Matteo Mancini                                              | 348    | 1,14   | -     |
| Rinnovamento Italiano                                               | 346    | 1,25   | -     |
| Totale alle liste                                                   | 27.740 | 100,00 | 36    |
| TOTALE                                                              | 30.452 | 100,00 | 40    |

## Elezioni del novembre 1998

### Roma

#### Anzio
| Candidati e Liste                    | Voti   | %      | Seggi |
| ------------------------------------ | ------ | ------ | ----- |
| Candido De Angelis                   | 9.404  | 39,28  | -     |
| Alleanza Nazionale                   | 4.352  | 19,56  | 9     |
| Forza Italia                         | 3.376  | 15,17  | 6     |
| Centro Cristiano Democratico         | 1.476  | 6,63   | 3     |
| Giovanni Garzia                      | 9.396  | 39,25  | 1     |
| Partito Popolare Italiano            | 3.357  | 15,09  | 5     |
| Democratici di Sinistra              | 2.964  | 13,32  | 4     |
| Lista civica di centro-sinistra      | 591    | 2,66   | -     |
| Rinnovamento Italiano                | 536    | 2,41   | -     |
| Lista Civica                         | 449    | 2,02   | -     |
| Comunisti Italiani                   | 440    | 1,98   | -     |
| Federazione dei Verdi                | 331    | 1,49   | -     |
| Lista Civica                         | 263    | 1,18   | -     |
| Piero Marigliani                     | 2.673  | 11,16  | 1     |
| Unione Democratica per la Repubblica | 1.077  | 4,84   | -     |
| Verdi Federalisti                    | 578    | 2,60   | -     |
| Maria Vittoria Frittelloni           | 1.414  | 5,91   | 1     |
| Sinistra                             | 726    | 3,26   | -     |
| Socialisti Democratici Italiani      | 555    | 2,49   | -     |
| Valerio Massimo Iemma                | 593    | 2,48   | -     |
| Partito della Rifondazione Comunista | 573    | 2,58   | -     |
| Giampaolo Russo                      | 461    | 1,93   | -     |
| Lista Civica                         | 607    | 2,73   | -     |
| Totale alle liste                    | 22.251 | 100,00 | 27    |
| TOTALE                               | 23.941 | 100,00 | 30    |

#### Cerveteri
| Candidati e Liste                                                   | Voti   | %     | Seggi |
| ------------------------------------------------------------------- | ------ | ----- | ----- |
| Guido Rossi                                                         | 4.529  | 29,00 | -     |
| Alleanza Nazionale                                                  | 2.023  | 14,80 | 7     |
| Lista Civica                                                        | 1.128  | 8,25  | 4     |
| Lista Civica                                                        | 395    | 2,89  | 1     |
| Giorgio Angelucci                                                   | 4.321  | 27,67 | 1     |
| Democratici di Sinistra                                             | 1.704  | 12,47 | 2     |
| Rinnovamento Italiano                                               | 1.025  | 7,50  | 1     |
| Partito Popolare Italiano                                           | 642    | 4,70  | 1     |
| Partito Repubblicano Italiano-Socialisti Democratici Italiani-Altri | 551    | 4,03  | -     |
| Unione Democratica per la Repubblica                                | 549    | 4,02  | -     |
| Lamberto Ramazzotti                                                 | 3.634  | 23,27 | 1     |
| Con Noi per Cambiare                                                | 1.133  | 8,29  | 1     |
| Forza Italia                                                        | 957    | 7,00  | 1     |
| Lista Civica                                                        | 749    | 5,48  | -     |
| Daniela Baccini                                                     | 1.469  | 9,41  | 1     |
| Centro Cristiano Democratico                                        | 1.291  | 9,45  | -     |
| Fabrizio Tomaselli                                                  | 896    | 5,74  | -     |
| Rifondazione Comunista                                              | 440    | 3,22  | -     |
| Alessandro Spagnesi                                                 | 399    | 2,55  | -     |
| Federazione dei Verdi                                               | 348    | 2,55  | -     |
| Nello Bartolozzi                                                    | 371    | 2,38  | -     |
| Lista Civica                                                        | 354    | 2,59  | -     |
| Totale alle liste                                                   | 13.666 | 100   | 17    |
| TOTALE                                                              | 15.619 | 100   | 20    |

#### Civitavecchia
| Candidati e Liste                    | Voti   | %     | Seggi |
| ------------------------------------ | ------ | ----- | ----- |
| Pietro Tidei                         | 23.747 | 71,87 | -     |
| Democratici di Sinistra              | 8.406  | 30,05 | 10    |
| Lista Civica                         | 2.543  | 9,09  | 3     |
| Rinnovamento Italiano                | 2.099  | 7,50  | 2     |
| Rifondazione Comunista               | 1.661  | 5,94  | 2     |
| Socialisti Democratici Italiani      | 1.584  | 5,66  | 2     |
| Lista Civica                         | 1.550  | 5,54  | 2     |
| Partito Popolare Italiano            | 1.532  | 5,48  | 1     |
| Comunisti Italiani                   | 575    | 2,06  | -     |
| Gino Vinaccia                        | 7.233  | 21,89 | 1     |
| Alleanza Nazionale                   | 2.776  | 9,92  | 3     |
| Forza Italia                         | 2.031  | 7,26  | 2     |
| Centro Cristiano Democratico         | 1.290  | 4,61  | 1     |
| Pietro Rinaldi                       | 1.131  | 3,42  | 1     |
| Federazione Laburista                | 455    | 1,63  | -     |
| Federazione dei Verdi                | 405    | 1,45  | -     |
| Città Nuova                          | 186    | 0,66  | -     |
| Maurizio Mariani                     | 540    | 1,63  | -     |
| Unione Democratica per la Repubblica | 547    | 1,96  | -     |
| Gabriele Pedrini                     | 390    | 1,18  | -     |
| Movimento Sociale Fiamma Tricolore   | 334    | 1,19  | -     |
| Totale alle liste                    | 27.974 | 100   | 28    |
| TOTALE                               | 33.041 | 100   | 30    |

#### Fiumicino
| Candidati e Liste                          | Voti   | %     | Seggi |
| ------------------------------------------ | ------ | ----- | ----- |
| Giancarlo Franco Bozzetto                  | 14.764 | 51,00 | -     |
| Democratici di Sinistra                    | 4.833  | 18,52 | 8     |
| Partito Popolare Italiano                  | 2.481  | 9,51  | 4     |
| Rinnovamento Italiano                      | 1.435  | 5,50  | 2     |
| Rifondazione Comunista                     | 1.387  | 5,32  | 2     |
| Lista civica di centro-sinistra            | 1.102  | 4,22  | 1     |
| Comunisti Italiani                         | 982    | 3,76  | 1     |
| Federazione dei Verdi                      | 504    | 1,93  | -     |
| Socialisti Democratici Italiani            | 369    | 1,41  | -     |
| Mario Canapini                             | 11.955 | 41,30 | 1     |
| Alleanza Nazionale                         | 4.014  | 15,38 | 4     |
| Centro Cristiano Democratico               | 3.464  | 13,28 | 4     |
| Forza Italia                               | 2.551  | 9,78  | 3     |
| Lista Civica                               | 509    | 1,95  | -     |
| Unione Democratica per la Repubblica-Altri | 266    | 1,02  | -     |
| Giovanni Sebastiano Mariani                | 767    | 2,65  | -     |
| Nuova Italia                               | 759    | 2,91  | -     |
| Egidio Murolo                              | 674    | 2,33  | -     |
| Lista Civica                               | 667    | 2,56  | -     |
| Aldo Demicheli                             | 303    | 1,05  | -     |
| Movimento Sociale Fiamma Tricolore         | 309    | 1,18  | -     |
| Massimo Piras                              | 285    | 0,98  | -     |
| Sinistra                                   | 267    | 1,02  | -     |
| Giacomo Cozzolino                          | 202    | 0,70  | -     |
| Centro                                     | 194    | 0,74  | -     |
| Totale alle liste                          | 26.093 | 100   | 29    |
| TOTALE                                     | 28.950 | 100   | 30    |

#### Nettuno
| Candidati e Liste                          | Voti   | %     | Seggi |
| ------------------------------------------ | ------ | ----- | ----- |
| Vittorio Marzoli                           | 11.658 | 46,79 | -     |
| Alleanza Nazionale                         | 4.662  | 20,32 | 9     |
| Forza Italia                               | 2.480  | 10,81 | 4     |
| Nuova Nettuno                              | 1.731  | 7,54  | 3     |
| Centro Cristiano Democratico               | 1.191  | 5,19  | 2     |
| Lista Civica                               | 439    | 1,91  | -     |
| Movimento Sociale Fiamma Tricolore         | 304    | 1,32  | -     |
| Carlo Conte                                | 5.624  | 22,57 | 1     |
| Democratici di Sinistra                    | 2.197  | 9,57  | 2     |
| Rifondazione Comunista                     | 1.179  | 5,14  | 1     |
| Lista civica di centro-sinistra            | 800    | 3,49  | 1     |
| Federazione dei Verdi                      | 461    | 2,01  | -     |
| Giuliano Cibati                            | 3.418  | 13,72 | 1     |
| Lista Civica                               | 1.460  | 6,36  | 1     |
| Partito Popolare Italiano                  | 1.236  | 5,39  | 1     |
| Socialisti Democratici Italiani            | 349    | 1,52  | -     |
| Rinnovamento Italiano                      | 183    | 0,80  | -     |
| Mariano Leli                               | 2.853  | 11,45 | 1     |
| Partito Repubblicano Italiano              | 1.307  | 5,70  | 1     |
| Lista Civica                               | 709    | 3,09  | -     |
| Lista Civica                               | 667    | 2,91  | -     |
| Partito Socialista                         | 98     | 0,43  | -     |
| Giovanni Cancelli                          | 1.364  | 5,47  | 1     |
| Unione Democratica per la Repubblica-Altri | 1.494  | 6,51  | 1     |
| Totale alle liste                          | 22.947 | 100   | 26    |
| TOTALE                                     | 24.917 | 100   | 30    |

#### Pomezia
| Candidati e Liste                          | Voti   | %     | Seggi |
| ------------------------------------------ | ------ | ----- | ----- |
| Maurizio Aureli                            | 14.337 | 52,62 | -     |
| Democratici di Sinistra                    | 4.506  | 17,59 | 7     |
| Socialisti Democratici Italiani            | 2.909  | 11,35 | 4     |
| Partito Popolare Italiano                  | 2.642  | 10,31 | 4     |
| Rinnovamento Italiano                      | 1.234  | 4,82  | 1     |
| Federazione dei Verdi-Sinistra Democratica | 1.101  | 4,30  | 1     |
| Rifondazione Comunista                     | 1.058  | 4,13  | 1     |
| Unione Democratica                         | 529    | 2,06  | -     |
| Gaetano Ferro                              | 8.975  | 32,94 | 1     |
| Alleanza Nazionale                         | 2.833  | 11,06 | 3     |
| Forza Italia                               | 2.455  | 9,58  | 3     |
| Centro Cristiano Democratico               | 2.140  | 8,35  | 2     |
| Movimento Sociale Fiamma Tricolore         | 836    | 3,26  | 1     |
| Amici di Pomezia                           | 539    | 2,10  | -     |
| Flavio Leonori                             | 2.170  | 7,96  | 1     |
| Unione Democratica per Pomezia             | 1.336  | 5,21  | -     |
| Alleanza Popolare                          | 363    | 1,42  | -     |
| Claudio Caponetti                          | 1.765  | 6,48  | 1     |
| Democrazia Cristiana                       | 1.141  | 4,45  | -     |
| Totale alle liste                          | 25.622 | 100   | 27    |
| TOTALE                                     | 27.247 | 100   | 30    |

### Latina

#### Fondi
| Candidati e Liste                                                                          | Voti   | %     | Seggi |
| ------------------------------------------------------------------------------------------ | ------ | ----- | ----- |
| Onoratino Orticello                                                                        | 14.753 | 65,09 | -     |
| Forza Italia                                                                               | 7.362  | 33,33 | 11    |
| Alleanza Nazionale                                                                         | 4.258  | 19,28 | 6     |
| Litorale Fondano                                                                           | 1.332  | 6,03  | 2     |
| Patto per Fondi                                                                            | 1.039  | 4,70  | 1     |
| Antonio Cardinale                                                                          | 3.215  | 14,18 | 1     |
| Area Moderata (Unione Democratica per la Repubblica-Socialisti Democratici Italiani-Altri) | 2.135  | 9,67  | 3     |
| Partito Socialista                                                                         | 647    | 2,93  | -     |
| Franco Martellucci                                                                         | 2.661  | 11,74 | 1     |
| Democratici di Sinistra                                                                    | 1.307  | 5,92  | 2     |
| Partito Popolare Italiano-Rinnovamento Italiano                                            | 1.208  | 5,47  | 1     |
| Federazione dei Verdi                                                                      | 370    | 1,67  | -     |
| Augusto Velletri                                                                           | 1.352  | 5,96  | 1     |
| Centro Cristiano Democratico                                                               | 1.979  | 8,96  | 1     |
| Francesco Russiniello                                                                      | 685    | 3,02  | -     |
| Rifondazione Comunista                                                                     | 453    | 2,05  | -     |
| Totale alle liste                                                                          | 22.090 | 100   | 27    |
| TOTALE                                                                                     | 22.666 | 100   | 30    |

#### Sezze
| Candidati e Liste                  | Voti   | %     | Seggi |
| ---------------------------------- | ------ | ----- | ----- |
| Giancarlo Sidderra                 | 6.948  | 48,85 | -     |
| Democratici di Sinistra            | 4.291  | 31,18 | 7     |
| Partito Popolare Italiano          | 2.197  | 15,97 | 3     |
| Movimento Democratico              | 1.140  | 8,28  | 2     |
| Luigi Ottaviani                    | 3.205  | 22,53 | 1     |
| Centro Cristiano Democratico       | 1.062  | 7,72  | 1     |
| Alleanza Nazionale                 | 882    | 6,41  | 1     |
| Forza Italia                       | 813    | 5,91  | 1     |
| Quintino Carissimo                 | 1.293  | 9,09  | 1     |
| Lista Civica Nps                   | 412    | 2,99  | -     |
| Federazione dei Verdi              | 298    | 2,17  | -     |
| Lorenzo Sibilio                    | 1.119  | 7,87  | 1     |
| Sezze 2000                         | 937    | 6,81  | -     |
| Rinaldo Ceccano                    | 1.094  | 7,69  | 1     |
| Comunisti Italiani                 | 1.245  | 9,05  | 1     |
| Luigi Gioacchini                   | 565    | 3,97  | -     |
| Movimento Sociale Fiamma Tricolore | 483    | 3,51  | -     |
| Totale alle liste                  | 13.760 | 100   | 16    |
| TOTALE                             | 14.224 | 100   | 20    |